# Enkes
De ENKES, afkorting van Eerste Nederlandsche Kogellager- en Schroevenfabriek (sinds 1930 de officiële bedrijfsnaam), was een Nederlands metaalbewerkingsbedrijf van 1912 tot 1975 gevestigd vlak bij de dorpskom van Voorburg in de voormalige gemeente Leidschendam (heden ten dage: gemeente Leidschendam-Voorburg).

## Oorsprong
Het voornaamste product van de machinefabriek Van Berkel's Patent te Rotterdam, de vleessnijmachine, was een complex samengesteld artikel. Voor de toelevering van kleinere onderdelen als schroeven en kogellagers en tandwielen richtte men een eigen toeleveringsbedrijf op. In 1912 startte ENKES o.l.v. Hendrik Rehorst - een medewerker van Van Berkel - met tien personeelsleden, aanvankelijk in de voormalige gebouwen van autofabrikant Omnia te Leidschendam.

## Verbreding en groei
Al spoedig na de oprichting wijzigde het productiepakket zich onder invloed van de oorlogsomstandigheden. De vervaardiging van fijnmechanische artikelen voor autoreparatie die uit het buitenland kwamen en als gevolg van de Eerste Wereldoorlog schaars werden, werd ter hand genomen. Daarnaast werden ook gereedschapswerktuigen - als instrumentmakers-draaibanken, revolverdraaibanken, koudijzerzaagmachines en schroevengleufmachines -, zowel voor eigen gebruik als derden, gemaakt. In 1919 presenteerde het bedrijf op de ELTA een tweetaktmotor. In de jaren twintig volgden diverse uitbreidingen; er kwam een afdeling Automobielen, een afdeling Metaalgieterij en een metalliseerafdeling, een aparte handelsafdeling voor buitenlandse agentschappen. De motorenrevisie werd belangrijk naast de algemene machinebouw. Ook kwam er een afdeling Koeltechniek, die absorptiekoelapparaten volgens speciale octrooien ter hand nam. De overname van de aandelen van de NV Kadowa in 1930 staat hiermee in verband. Na een aantal slechte jaren tijdens de crisisjaren stroomden vanaf 1937 de orders binnen i.v.m. de Nederlandse bewapening, die leidde tot ploegenarbeid. De tandwielfabricage bleef een belangrijk onderdeel. Midden jaren dertig werkten er een 300 personen.

## Groei
De grote terugval tijdens de Duitse bezetting, waarbij het hele bedrijf in 1944 werd leeggeplunderd, werd mede snel overwonnen doordat een deel van het machinepark veilig was gesteld. De industrialisatie in de wederopbouwperiode betekende ook een grote uitbreiding van gebouwen en personeelsbestand. Naast werk voor derden als de motorenrevisie en de seriefabricage van rijwielhulpmotoren en delen van benzinepompen werden ook eigen producten ontwikkeld, zoals afbraammachines voor scheerkoppen en freeskoppen naast aandrijvingen voor huishoudwasmachines en een metaalpoederspuitpistool. In 1957 waren een 325 arbeidskrachten werkzaam, in 1962 een 265. 

## Neergang
Na redelijk florissante tijden tijdens de jaren zestig - onder meer onderdelen voor de Lockheed F-104 Starfighter - kwam er na 1970 de onderneming in een soort vrije val. Over 1971 werd het dividend gepasseerd, vanaf 1972 werd verlies geleden. In 1975 volgde, na een surseance van betaling, sluiting van het bedrijf waarbij ruim 200 arbeiders hun baan verloren. 